# Linea Meitetsu Tsushima
La linea Meitetsu Tsushima (名鉄津島線?, Meitetsu Tsushima-sen) è una ferrovia suburbana a scartamento ridotto che collega le stazioni di Sukaguchi, sulla linea Meitetsu Nagoya principale, nella città di Kiyosu e Tsushima, nella città omonima, sulla linea Meitetsu Bisai, entrambe nella prefettura di Aichi, in Giappone. La linea, di 12 km circa, è una diramazione della linea Bisai delle Ferrovie di Nagoya. Nel 2008 la linea trasportava mediamente 17.000 passeggeri al giorno,

## Dati principali
- Lunghezza: 11,8 km
- Numero di stazioni: 8
- Scartamento: 1,067 mm
- Binari: tutta la linea è a doppio binario
- Elettrificazione: 1,500 V CC
- Sistema di blocco: automatico
- Velocità massima: 105 km/h (generalmente i treni non superano i 90 km/h)

## Servizi
La linea ha servizi sia locali che di tipo espresso ed espresso limitato. Quasi tutti i treni utilizzano questa linea per passare dalla linea principale Nagoya alla linea Bisai.
Le abbreviazioni sono a fini pratici per la lettura della tabella sottostante:
- Lo: Locale (普通?, Futsū)
SE: Semiespresso (準急?, Junkyū)
EX: Espresso (急行?, Kyūkō)
EL: Espresso Limitato (特急?, Tokkyū)

## Stazioni
Legenda
I treni fermano in corrispondenza del simbolo "●"; in presenza di "▼" fermano solo i treni provenienti da Nagoya; i treni non fermano presso "｜"
| Stazione  | Giapponese | Distanza Interst. | Distanza totale | SE | EX | EL | Collegamenti            | Posizione |
| --------- | ---------- | ----------------- | --------------- | -- | -- | -- | ----------------------- | --------- |
| Sukaguchi | 須ヶ口     | -                 | 0.0             | ●  | ●  | ▼  | ■ Linea Meitetsu Nagoya | Kiyosu    |
| Jimokuji  | 甚目寺     | 2.0               | 2.0             | ●  | ●  | ▼  |                         | Ama       |
| Shippō    | 七宝       | 1.7               | 3.7             | ｜ | ｜ | ｜ |                         | Ama       |
| Kida      | 木田       | 1.7               | 5.4             | ●  | ●  | ▼  |                         | Ama       |
| Aotsuka   | 青塚       | 1.9               | 7.3             | ｜ | ｜ | ｜ |                         | Tsushima  |
| Shobata   | 勝幡       | 1.7               | 9.0             | ●  | ●  | ▼  |                         | Aisai     |
| Fujinami  | 藤浪       | 1.2               | 10.2            | ｜ | ｜ | ｜ |                         | Aisai     |
| Tsushima  | 津島       | 1.6               | 11.8            | ●  | ●  | ▼  | ■ Linea Meitetsu Bisai  | Tsushima  |